# Per sempre
Per sempre (títol original: Always) és una pel·lícula estatunidenca dirigida per Steven Spielberg, estrenada el 1989 i doblada al català.

## Argument
Pete, bomber aeri mort en un accident d'avió, seguirà, més enllà de la mort, l'aprenentatge d'una jove recluta tot quedant-se a prop de la seva antiga promesa.

## Repartiment
- Richard Dreyfuss: Pete Sandich
- Holly Hunter: Dorinda Durston
- John Goodman: Al Yackey
- Brad Johnson: Ted Baker
- Audrey Hepburn: Hap
- Roberts Blossom: Dave
- Keith David: Powerhouse
- Ed Van Nuys: Nails
- Marg Helgenberger: Rachel
- Dale Dye: Don
- Brian Haley: Alex
- James Lashly: Charlie
- Michael Steve Jones: Grey
- Kim Robillard: Controlador del trànsit aeri
- Jim Sparkman: Despatxador

## Al voltant de la pel·lícula
- Remake de la pel·lícula A Guy Named Joe, dirigida per Victor Fleming el 1943, que va ser difosa a la televisió en una escena de Poltergeist, pel·lícula coescrita per Steven Spielberg i dirigida per Tobe Hooper el 1982.
- Últim paper d'Audrey Hepburn, morta d'un càncer alguns anys més tard.
- Una vegada la pel·lícula acabada, Steven Spielberg va oferir un Mazda Mx5 Mk1 a Richard Dreyfuss, a Holly Hunter i a John Goodman.
- Alec Baldwin es va negar a treballar-hi i Tom Cruise va refusar el paper de Ted Baker.

## Premis
- Nominació al premi de la millor pel·lícula fantàstica i guió millor, per l'Acadèmia de les pel·lícules de ciència-ficció, fantàstiques i de terror 1991.